# Meitetsu Kachigawa-Linie
| Überreste der Brücke über den Hatta zwischen Ajima und Kachigawaguchi |                           |                         |            |
| Streckenlänge: | 2,1 km                    |                         |            |
| Spurweite: | 1067 mm (Kapspur)         |                         |            |
| Zweigleisigkeit: | nein                      |                         |            |
| |                           |                         |            |
| Gesellschaft: | Meitetsu (Nagoya Tetsudō) |                         |            |
| \| \| \| Meitetsu Komaki-Linie \| 1931– \| \| \| 0,0 \| Ajima (味鋺) \| 1931– \| \| \| \| Hatta-gawa \| \| \| \| 1,1 \| Kachigawaguchi (勝川口) \| 1931–1937 \| \| \| 2,1 \| Shin-Kachigawa (新勝川) \| 1931–1937 \| |                           |                         |            |
| |                           | Meitetsu Komaki-Linie   | 1931–      |
| Bahnhof quer · Abzweig quer und ehemals von rechts | 0,0                       | Ajima (味鋺)            | 1931–      |
| Brücke über Wasserlauf (Strecke außer Betrieb) |                           | Hatta-gawa              | Hatta-gawa |
| Haltepunkt / Haltestelle (Strecke außer Betrieb) | 1,1                       | Kachigawaguchi (勝川口) | 1931–1937  |
| Kopfbahnhof Streckenende (Strecke außer Betrieb) | 2,1                       | Shin-Kachigawa (新勝川) | 1931–1937  |

Die Meitetsu Kachigawa-Linie (jap. 名鉄勝川線, Meitetsu Kachigawa-sen) war eine Eisenbahnstrecke in der Präfektur Aichi in Japan. Sie war von 1931 bis 1937 in Betrieb und gehörte der Bahngesellschaft Meitetsu. Die Strecke entsprach einem Projekt einer zuvor übernommenen Bahngesellschaft und erwies sich als Fehlinvestition.

## Streckenbeschreibung
Die 2,1 km lange Strecke war in Kapspur (1067 mm) verlegt, eingleisig und nicht elektrifiziert. Sie zweigte im Bahnhof Ajima von der Meitetsu Komaki-Linie ab und verlief in nordöstlicher Richtung. Die Endstation Shin-Kachigawa lag etwa einen halben Kilometer südwestlich des Bahnhofs Kachigawa der Chūō-Hauptlinie.

## Geschichte
Im Jahr 1929 übernahm die Nagoya Denki Tetsudō (Vorgängerin der 1935 durch Fusion entstandenen Meitetsu) die lokalen Bahngesellschaften Jōhoku Denki Tetsud und Bihoku Tetsudō. Sie verpflichtete sich dazu, die von ihnen geplanten Projekte für die Komaki-Linie und die Kachigawa-Linie auszuführen. Die bereits 1926 erteilte Baugenehmigung für die Kachigawa-Linie sah eine Strecke vor, die Kami-Iida am nördlichen Stadtrand Nagoyas mit Sakashitachō (heute zu Kasugai gehörend) verbinden und im Vorortverkehr der Chūō-Hauptlinie Konkurrenz machen sollte. Zusammen mit dem Abschnitt Kami-Iida–Komaki der Komaki-Linie wurde am 11. Februar 1931 auch das von Ajima nach Shin-Kachigawa führende Teilstück der Kachigawa-Linie eröffnet. Letztere erfüllte jedoch nie die in sie gesetzten Erwartungen und war stets defizitär. Finanzielle Engpässe hatten auch zur Folge, dass die restliche Strecke bis Sakashitachō unverwirklicht blieb. Schließlich legte die Meitetsu die Kachigawa-Linie am 1. Februar 1937 und ersetzte sie durch eine Buslinie.

## Liste der Bahnhöfe
| Name                    | km  | Anschlusslinien       | Lage   | Ort             |
| ----------------------- | --- | --------------------- | ------ | --------------- |
| Ajima (味鋺)            | 0,0 | Meitetsu Komaki-Linie | Koord. | Kita-ku, Nagoya |
| Kachigawaguchi (勝川口) | 1,1 |                       | Koord. | Kasugai         |
| Shin-Kachigawa (新勝川) | 2,1 |                       | Koord. | Kasugai         |